# Ropica unicolor
Ropica unicolor là một loài bọ cánh cứng trong họ Cerambycidae.